# Црна легија
Црна легија је била јединица Усташке војске настала је у Сарајеву за време Другог светског рата у Независној Држави Хрватској. Заповедник Црне легије је био Јуре Францетић, а заменик му је био Рафаел Бобан. Припадници те јединице су починили велики број злочина над српским православним становништвом на подручју НДХ.
Током маја 1942. Црна легија организована је као „здруг“, односно бригада, У октобру је, осим Првог, основан и Пети здруг под командом Рафаела Бобана, који је такође носио име "Црна легија". Први здруг борио се на територији источне Босне, а Пети је покривао Гламоч, Ливно, Имотски, Купрес и гарнизоне у горњем току Врбаса. Оба су водила многе тешке борбе са променљивим успехом против НОВЈ. Пети здруг је након низа пораза током лета и јесени 1943. и након учешћа у операцији Цитен пребачен у северозападну Хрватску.
Службени назив те војне јединице је био "1. усташка пуковнија“. Чиниле су је у почетку две сарајевске усташке јединице од око 800 људи, под заповедништвом Бећира Локмића. Након његове погибије заповедништво је преузео повереник Главног усташког стана за Босну, са чином „сатника“ Усташке војске, Јуре Францетић, који заједно са Антом Вокићем обавља попуњавање и организовање усташких војних јединица за борбе против устаника у источној Босни.
Францетић спаја 3. војну јединицу заједно са Рафаелом Бобаном и оснива Црну легију као пуковничку усташку формацију. Тај надимак јединица добија по црној одећи, јер сукна друге боје, односно светлозелене која је била прописана за униформе Усташке војске, тада у складиштима није било осим црне.
Црна легија била је опремљена, наоружана и покретна а центар за обуку јој је био на Кошеву у Сарајеву. У почетку је бројала 1000 до 1500 људи.

## Ратни пут
Црна легија је образована крајем 1941. од муслиманских и хрватских избеглица из источне Босне, у којима су четници и у много мањој мери партизани извршили масакре над локалним становништвом. Због тога је Црна легија била позната по бескомпромисној борби против четника и партизана и по злочинима над српским становништвом. Команданти су били пуковник Јуре Францетић и мајор Рафаел Бобан. Францетића су заробили партизани након што је његов авион принудно слетео на територију под контролом партизана и умро је у партизанском заробљеништву децембра 1942. Под Бобановим заповедништвом Црна легија је ратовала широм земље, а децембра 1944. приликом реорганизовања јединица Усташке војнице у Хрватске оружане снаге постала је део 5. дивизије, а Бобан је унапређен у чин генерала.

## Злочини
Опсежну војну акцију против четника у источној Босни Немци су спровели почетком 1942. Офанзива је била усмерена на део источне Босне под немачком зоном утицаја коју су држали Дангићеви четници (Зворник, Сребреница, Братунац, Власеница, Вишеград).
Офанзива је била усмерена и против партизана, али су они побегли на запад или су прешли преко немачко-италијанске демаркационе линије у југоисточну Босну, тачније Фочу коју су нешто раније преотели од четника или на север Црне Горе одакле су нешто касније вршили нападе на четнике.
Францетићева Црна легија чинила је масовне покоље том приликом и о томе се на страни 307 Зборника докумената, том XII, књига 2 каже:
Прелазак српских избеглица скоро искључиво жена и деце преко Дрине у Србију није се делимично могао спречити због слабо поседнуте границе на Дрини. Хрватске усташке и милицијске снаге поклале су велики број избеглица који су хрлили ка Дрини, а делимично их побацали у реку.